# Селановци
Села̀новци е най-голямото село в Северозападна България, община Оряхово, област Враца. Населението му е 3171 жители по настоящ адрес към 15 декември 2023 г.

## Наименование
Има няколко версии за произхода и значението на името на селото. Според една от тях Селановци е жителско име. То произлиза от личното име на човек, който се е казвал Съло – от старобългарската дума сълъ, която означава пратеник, вестител и има еднакво значение с гръцкото име апостол. Големият ер (Ъ), в старобългарски има фонетична стойност между „о“ и „у“ и се произнася по-скоро като „е“. И така става Сълъ – ан, като Първан, Стоян и пр. Със суфикса за селищно име – „ово“, става Съланово – Селаново. Според друга версия името на Селановци произлиза от Сельо, съкратеното от Селимир, което лично име се среща още през XII век. Като се прибави на Сельо – ан, както Витан, Цветан и пр., името става Селан, а със суфикса за селищно име, то вече е Селаново. Друга версия за произхода на името Селановци е, че в местността е имало много малки селца, които са се обединили в едно ново. От „нови села“ – „села нови“, се е получило Селановци.

## География
Селановци се намира в област Враца, разположено е на 7 km юг-югоизточно от Оряхово и на 80 km североизточно от Враца. Съставно селище е на община Оряхово (от 1970 до 1978 Селановци е квартал на Оряхово). Разположено е на 8 km от река Дунав, в западната част на Дунавската хълмиста равнина, на около 122 m надморска височина. Климатът е умерено-континентален. В землището на селото преобладават карбонатните черноземи.
В землището на Селановци има находища на водна лилия (2,5 ха в местността „Кочумина“ и 2 ха в местността „Гола бара“) и на алоевиден стратиотес (0,2 ха между местностите „Калугерски град“ и „Тополите“), обявени за защитени местности през 1985 г.

## История
Селото е основано преди османското нашествие.[източник? (Поискан днес)] Сведения за него под имената Силануфджа и Силануфча има в османски регистри от 1430, 1617 и 1673 г. Споменава се в края на XVII век в изследванията на Луиджи Марсили и е означено в карта на Дунав от 1779 г.
Селановското килийно училище се е помещавало в землянка към черквата в старото местоположение на селото. Първият учител в селото е Никола Първанов Бачийски от Кнежа, който е бил на 24 години и учителствал тук 4 г. След него учителства Никола Джамджиев от Търново, който е стоял само през 1876 – 1877 г. и е заминал с руската войска. Третият учител е Бано Дочев от село Бреница, който е учил IV клас в Априловската гимназия и е стоял в Селановци учител от 1878 до 1885 г. Оставил е добри спомени в селото, пял е в църковния хор. През 1872 г. в селановското училище Георги Йончев е обучавал 58 момчета в само 1 отделение. През 1892 и 1899 г. са построени училищни сгради.
Селановци вдигат бунт против войната през 1918 г. По време на Септемврийското въстание е създаден въстанически отряд с командир Тодор Костов, в селото е установена въстаническа власт на 23 септември 1923 г. Въстаници от Селановци превземат с бой граничния пост край село Лесковец. На 24 септември сутринта щурмуват Оряхово.
През 1924 г. в селото е извършено убийство се цел грабеж на няколко души, чиито извършител е заловен по-късно във Варна.
През 1922 година селото се премества на днешното си равно място. Първи се изселват родовете Геновци, Добреновци и наследниците на Кръстьо Цеков, Крум Николов и др. Жители на Селановци участват в партизанското движение в периода 1941 – 1944 г. и подпомагат Врачанския партизански отряд „Гаврил Генов“.
На изборите през 1949 година, след забраната на опозицията и в разгара на колективизацията, над 3000 души от селото гласуват с бели или други невалидни бюлетини. През лятото на следващата година над 200 души правят неуспешни опити да напуснат създаденото малко по-рано трудово кооперативно земеделско стопанство. По същото време горянска група подпалва снопите по време на вършитба. Изселването на махалите приключва през 1950 г.
През 50-те и 60-те години на XX век Селановци е сред най-големите села в България. Населението му е достигало до около 9000 души.
С Указ 344 на Президиума на Народното събрание от 19.02.1970 г. село Селановци е присъединено към град Оряхово, считано от 20 февруари 1970 г.
С Указ 45 на Държавния съвет на НРБ от 16.01.1978 г. квартал Селановци е отделен от Оряхово в самостоятелно село и в самостоятелна община, считано от 20 януари 1978 г.

## Население
Преброяване на населението през 2011 г.
Численост и дял на етническите групи според преброяването на населението през 2011 г.:
|                     | Численост | Дял (в %) |
| Общо                | 3540      | 100,00    |
| Българи             | 2646      | 74,74     |
| Турци               | 9         | 0,25      |
| Цигани              | 97        | 0,74      |
| Други               | 7         | 0,19      |
| Не се самоопределят | 5         | 0,14      |
| Неотговорили        | 776       | 21,92     |

## Икономика
Отглеждат се зърнени култури, слънчоглед, царевица, пшеница.

## Култура
Ежегодният събор на селото се провежда около Петковден. Читалище „Самообразование“ е основано през 1894 г., в сградата е от 1961 г.
За паметник на културата е обявена родната къща на Т. Ненов. Издигнати са паметници на загиналите във войните (1912 – 1918), в Септемврийското въстание от 1923 и в партизанското движение 1941 – 1944 г.

## Известни личности
- Родени в Селановци
  - Димитър Борисов Величков (1918 – 1978) – юрист и историк. Син на Борис Величков Венцин (Дупновърхчанете), завършил Право 1948 г. в Софийския университет. Кандидат на историческите науки. Автор на „История на Врачански окръг 1890 – 1944“. Женен за Христина Тошева Величкова (1924 – 1991) от Душмановския род Качанците, внучка на Тодор Костов и правнучка на Косто Нелов; завършила икономика.
  - Георги Димитров Осиковски – ветеринарен техник и пчелар. През 2002 е избран за пчелар номер 1 на България.
  - Тошо Петков Бабулски (1927 – 2005) – геолог, работил дълги години във „Водпроект“ и „Агропромпроект“, Ирак, Либия. Извършил хидрогеоложките проучвания и организирал водоснабдяването на селото.
  - Николай Гергов – двукратен европейски и световен шампион по борба.
  - Силвия Русинова (р. 1962) – актриса.
  - Тодор Каменов Костов (1931 – 1988) – строителен инженер. Потомък на стария Душмановски род, внук на Мито Костов и правнук на Косто Нелов, който е дълги години кмет на Селановци през XIX век. Училище „Никола Й. Вапцаров“ в Селановци е построено по негов проект и под негово ръководство.
  - Дилиян Кушев – професионален музикант, певец и продуцент с международна дейност
  - Андрей Врачански (1915 – 1990) – композитор, диригент и музикален педагог. На родното си село посвещава основната част от професионалния си път. През октомври 2012 г. на тържествена церемония е осветена паметна плоча и централният площад на Селановци е наречен на неговото име.

- Починали в Селановци
  - Кирил Маричков (1944 – 2024), музикант